# Tsjeeses

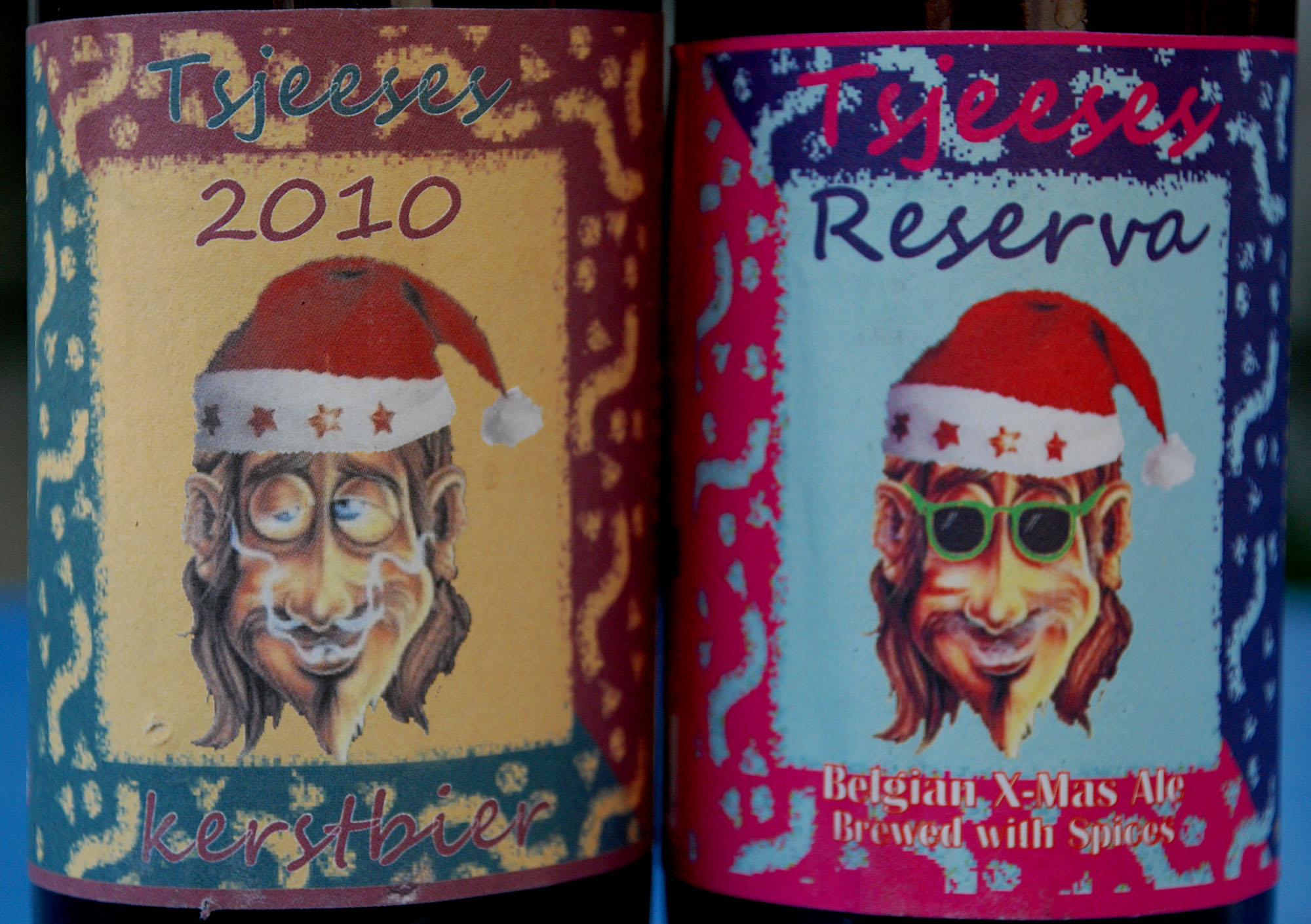
De twee verschillende etiketten

Tsjeeses is een Belgisch bier van hoge gisting.
Het bier wordt gebrouwen door De Struise Brouwers, Oostvleteren. Het originele etiket toont een persoon (Jesus of de kerstman?) met schele ogen en stoom uit de neusgaten, duidelijk wijzend op dronkenschap. Met dit etiket mocht het bier niet binnen in de VS en daarom werd het etiket gewijzigd (zonder stomende neusgaten en de ogen vervangen door een zonnebril).
Er bestaan twee varianten:
- Tsjeeses, oranjekleurig bier met een alcoholpercentage van 10%
- Tsjeeses Reserva, oranjekleurig bier met een alcoholpercentage van 10%. Het basisbier zes maanden gerijpt op eiken vaten